# Myotis pilosus
Myotis pilosus е вид бозайник от семейство Гладконоси прилепи (Vespertilionidae). Видът е почти застрашен от изчезване.

## Разпространение
Разпространен е във Виетнам, Китай (Анхуей, Гуандун, Гуанси, Джъдзян, Дзянси, Пекин, Фудзиен, Хайнан, Шандун, Шанси и Юннан), Лаос и Хонконг.